# The Mystery of the Double Cross
The Mystery of the Double Cross er en amerikansk stumfilm fra 1917 af William Parke og Louis J. Gasnier.

## Medvirkende
- Mollie King som Philippa Brewster
- Léon Bary som Peter Hale
- Ralph Stuart som Bridgey Bentley
- Gladden James som Dick Annersley
- Theodore Friebus som Jack Dunn